# Persone di cognome Owen
| Questa pagina contiene informazioni ricavate automaticamente dalle voci biografiche con l'ausilio del template Bio e di un bot. L'aggiornamento è periodico e automatico e ricostruisce completamente la pagina. Se manca una persona in questa lista, sei pregato di non aggiungerla, ma accertati piuttosto che la sua voce biografica contenga il template Bio e che i dati anagrafici siano correttamente compilati. Se il template Bio manca, inseriscilo tu stesso o, in alternativa, metti l'avviso {{tmp\|Bio}} che ne segnala la mancanza. Se i dati riportati sono sbagliati, correggi direttamente la voce biografica; le modifiche saranno visibili in questa lista entro pochi giorni. Per chiarimenti vedi il progetto biografie. La lista contiene solo le 43 persone che sono citate nell'enciclopedia e per le quali è stato implementato correttamente il template Bio. Pagina aggiornata al 3 nov 2022. |

Questa è una lista di persone presenti nell'enciclopedia che hanno il cognome Owen, suddivise per attività principale.

## Allenatori di football americano(1)
- Steve Owen, allenatore di football americano e giocatore di football americano statunitense (Cleo Springs, n.1898 - New York, † 1964)

## Attori(8)
- Chris Owen, attore statunitense (Michigan, n.1980)
- Clive Owen, attore britannico (Coventry, n.1964)
- Garry Owen, attore statunitense (Brookhaven, n.1902 - Hollywood, † 1951)
- Reginald Owen, attore britannico (Wheathampstead, n.1887 - Boise, † 1972)
- Rena Owen, attrice neozelandese (Bay of Islands, n.1962)
- Lloyd Owen, attore britannico (Londra, n.1966)
- Seena Owen, attrice e sceneggiatrice statunitense (Spokane, n.1894 - Hollywood, † 1966)
- Stefania LaVie Owen, attrice statunitense (Miami, n.1997)

## Batteristi(1)
- Ken Owen, batterista inglese (St Helens, n.1970)

## Biologi(1)
- Richard Owen, biologo e paleontologo britannico (Lancaster, n.1804 - Londra, † 1892)

## Calciatori(4)
- John Robert Blayney Owen, calciatore inglese (Reading, n.1848 - † 1921)
- Maurice Owen, calciatore inglese (n.1924 - † 2000)
- Michael Owen, ex calciatore inglese (Chester, n.1979)
- Syd Owen, calciatore e allenatore di calcio britannico (Birmingham, n.1922 - † 1999)

## Cantanti(2)
- Jake Owen, cantante statunitense (Vero Beach, n.1981)
- Mark Owen, cantante e ballerino britannico (Oldham, n.1972)

## Cestisti(1)
- Heather Owen, ex cestista statunitense (Moscow, n.1976)

## Chitarristi(1)
- Jack Owen, chitarrista statunitense (Buffalo, n.1967)

## Ciclisti su strada(1)
- Logan Owen, ciclista su strada e ciclocrossista statunitense (Bremerton, n.1995)

## Contrabbassisti(1)
- Scott Owen, contrabbassista australiano (Melbourne, n.1975)

## Gesuiti(1)
- Nicola Owen, gesuita e santo inglese (Oxford - Londra, † 1606)

## Giocatori di football americano(1)
- Tom Owen, ex giocatore di football americano statunitense (Shreveport, n.1952)

## Giocatori di snooker(1)
- Gary Owen, giocatore di snooker gallese (Tumble, n.1929 - Brisbane, † 1995)

## Inventori(1)
- Robert Owen, inventore, imprenditore e sindacalista gallese (Newtown, n.1771 - Newtown, † 1858)

## Mezzofondisti(1)
- Edward Owen, mezzofondista britannico (Manchester, n.1886 - Woolwich, † 1949)

## Nobili(1)
- Margaret Owen, nobildonna inglese (n.1866 - † 1941)

## Pattinatori artistici su ghiaccio(3)
- Guy Owen, pattinatore artistico su ghiaccio canadese (n.1913 - † 1952)
- Laurence Owen, pattinatrice artistica su ghiaccio statunitense (Berkeley, n.1944 - Bruxelles, † 1961)
- Maribel Owen, pattinatrice artistica su ghiaccio statunitense (Boston, n.1940 - Bruxelles, † 1961)

## Piloti automobilistici(1)
- Arthur Owen, pilota automobilistico britannico (Londra, n.1915 - Wexham, † 2000)

## Poeti(1)
- Wilfred Owen, poeta inglese (Oswestry, n.1893 - Ors, † 1918)

## Politici(1)
- David Owen, politico britannico (Plympton, n.1938)

## Predicatori(1)
- John Owen, predicatore e teologo inglese (Stadhampton, n.1616 - Ealing, † 1683)

## Presbiteri(1)
- Goronwy Owen, presbitero e poeta gallese (Llanfair Mathafarn Eithaf, n.1723 - Contea di Brunswick, † 1769)

## Religiosi(1)
- John Owen, religioso e scacchista inglese (Staffordshire, n.1827 - Twickenham, † 1901)

## Rugbisti a 15(2)
- Michael Owen, rugbista a 15 gallese (Pontypridd, n.1980)
- Dicky Owen, rugbista a 15 britannico (Swansea, n.1876 - Swansea, † 1932)

## Saggisti(1)
- Janet Farrar, saggista britannica (Londra, n.1950)

## Scrittori(4)
- Daniel Owen, scrittore gallese (Mold (Regno Unito), n.1836 - Mold (Regno Unito), † 1895)
- Howard Owen, scrittore statunitense (Fayetteville, n.1949)
- Mark Owen, scrittore e militare statunitense (Wrangell, n.1976)
- Thomas Owen, scrittore belga (Louvain, n.1910 - Bruxelles, † 2002)